# Primrose (Alasca)
Primrose é uma Região censo-designada localizada no estado americano de Alasca, no Distrito de Kenai Peninsula.

## Demografia
Segundo o censo americano de 2000, a sua população era de 93 habitantes.

## Geografia
De acordo com o United States Census Bureau, a localidade tem uma área de 99,4 km², dos quais 96,9 km² cobertos por terra e 2,5 km² cobertos por água.

## Localidades na vizinhança
O diagrama seguinte representa as localidades num raio de 32 km ao redor de Primrose.